# Уварово (Калінінградська область)
Уварове (рос. Уварово) — селище Нестеровського району, Калінінградської області Росії. Входить до складу Чистопрудненського сільського поселення.

## Географія
Село розташоване у 28 км. на південь від районного центру міста Нестеров, та за 143 км. від областного центру міста Калінінград.

## Топонім
До 1938 року селище носило назву Ріббенишкен, до 1946 року — Ріббенау. Після окупації та приєднання північної частини Східної Пруссії до РРСФР отримало нинішню назву — Уварове.

## Населення
Станом на 2015 рік чисельність населення села — 26 осіб.
| 1910 | 1933  | 1939  | 2015 |
| 192  | ↘ 176 | ↘ 170 | ↘ 26 |

| 2002 | 2010 |
| ---- | ---- |
| 45   | ↘26  |